# Săliștea de Sus
Săliștea de Sus is een stad (oraș) in het Roemeense district Maramureș. De stad telt 5122 inwoners (2007).